# South Bay (Ross-Insel)
Die South Bay (englisch für Südbucht) ist eine kleine Bucht auf der Westseite der antarktischen Ross-Insel. Sie liegt auf der Südseite des Kap Evans.
Ihren deskriptiven Namen erhielt die Bucht durch Teilnehmer der Terra-Nova-Expedition (1910–1913) unter der Leitung des britischen Polarforschers Robert Falcon Scott.